# 布莱克·哈里森
布莱克·哈里森（Blake Harrison，1985年7月23日—）是一位英格兰演员和舞者，最知名于在E4电视台喜剧《中间人》中扮演Neil Sutherland。